# Santiago Bernabéu Yeste
Santiago Bernabéu Yeste (8. lipnja 1895., Almansa – 2. lipnja 1978., Madrid) je bivši španjolski športaš, jedna od najslavnijih i najvažnijih ličnosti u povijesti madridskog Reala, čiji je predsjednik bio od 1943. do 1978., što ga čini najdugovječnijim predsjednikom Reala.
Za vrijeme njegova predsijedanja Real je postao najjači klub Španjolske i Europe. Po njemu naziv nose današnji Realov stadion i natjecanje koje se svake godine održava njemu u čast, a kojeg organizira upravo Real.

## Prije Građanskog rata
Rođen je u Almansi, malenom gradiću u blizini Albacetea. Kada je bio vrlo mlad njegova se obitelj seli u Madrid. Ondje on pravi svoje prve nogometne korake i pridružuje se Realovim juniorima 1908. godine s navršenih 14 godina. Bio je "ubojitim" napadačem te kapetanom momčadi sve do nogometnog umirovljenja 1927. godine. Međutim, on ne odlazi iz kluba već ostaje pomagati te se penje u hijerarhiji vodstva.

## Građanski rat
S izbijanjem Španjolskog građanskog rata 1936. profesionalni nogomet u Španjolskoj je postao "mrtav". Santiago se borio na strani španjolskih nacionalista.

## Poslije Građanskog rata
Završetkom Građanskog rata 1939. te nakon kraja Drugog svj. rata nogomet se polagano počeo vraćati u svakodnevni život Španjolske. Poslije Građanskog rata u vihoru ratnih zbivanja Drugog. svj. rata stara uprava Reala bila je rastjerana ili ubijena, a dotada osvojeni trofeji bili su uništeni ili otuđeni. Godine 1943. predsjednikom postaje upravo Santiago Bernabéu koji pokušava stupiti u kontakt s bivšim igračima i nešto bivše uprave te je za cilj imao ponovno jačanje gotovo "izumrlog" Reala. Tada je zahvaljujući generalu Franciscu Francu najjači klub u gradu bio Atletico. Nakon par izvanrednih poteza uprave na čelu sa Santiagom počeo je Realov uspon do najboljeg španjolskog i europskog kluba. Prvo je Real preuzeo primat u Madridu, a potom je slijedio legendarni put do postajanja mitskog kluba. 
Gradi novi stadion Chamartin, koji će kasnije po njemu dobiti ime. Nakon obnavljanja te rekonstruiranja momčadi na svim dijelovima, Santiago počinje dovoditi razna pojačanja, od kojih je najpoznatije ono Alfreda di Stefana, kojeg je vještim pregovaranjem uspio "ukrasti" pred očima Barceloni. Za vrijeme njegova predsjedanja potpisao je još igrača koji će kasnije ući u legendu. Neki od njih su: Héctor Rial, Francisco Gento, Raymond Kopa, Ferenc Puskás, Amancio Amaro, Pirri i ostali.

## Ulazak u legendu
Godine 1955. na prijedlog novinara iz L'Equipa, uz pomoć još nekoliko predsjednika ostalih klubova, osniva europsko prvenstvo klubova koje je danas preraslo u Ligu prvaka. Real osvaja prvih pet izdanja tog novoosnovanog kupa i postaje strahom i trepetom Europe. Za vrijeme njegova predsjedanja Real je osvojio 28 trofeja, što nijednom drugom predsjedniku nije pošlo za rukom. Umro je 1978. godina za vrijeme SP u Argentini, a FIFA je proglasila trodnevnu žalost, a SP se nije igralo ta tri dana.
Postumno je odlikova od UEFA-e za sve zasluge u europskom nogometu.